# فلويد كامينغز
فلويد كامينغز (بالإنجليزية: Floyd Cummings)‏ مواليد 20 ديسمبر 1949 في مسيسيبي، هو ملاكم محترف أمريكي سابق.

## المسيرة الاحترافية
من نزالاته:
- خسر أمام فرانك برونو بالضربة الفنية القاضية (1983/10/11).
- خسر أمام تيم ويذرسبون (1983/07/16).
- خسر أمام ميتش غرين (1983/02/16).
- خسر أمام رينالدو سنايبس (1981/03/08).

## إحصائيات
خاض خلال مسيرته 22 نزالا، فاز في 15 وتعادل في 1 وخسر في 6. فاز بالضربة القاضية في 13 نزالا.

## روابط خارجية
- فلويد كامينغز على موقع بوكس ريك (الإنجليزية) (registration required)